# مایک ایزل
والتر مایکل ازل (‎/ˈiˌzɛl/‎ EE-ZELL؛ متولد ۶ آوریل ۱۹۵۹) افسر مجری قانون و سیاستمدار سابق آمریکایی است که از سال ۲۰۲۳ به عنوان نماینده ایالات متحده در حوزه انتخابیه چهارم میسیسیپی  خدمت می‌کند. او یکی از اعضای حزب جمهوری‌خواه است. ایزل در پاسکاگولا، می‌سی‌سی‌پی متولد شده است.